# 로스 토머스 (배우)
로스 토머스(Ross Thomas, 1981년 8월 21일 ~ )는 미국의 배우이다.

## 출연 작품
- 립 서비스 (2013)
- 소울 서퍼 (2011)
- 언더그라운드 (2011)
- 버닝 팜스 (2010)
- 댄스 플릭 (2009)
- 소녀괴담 : 17살 여고생의 악몽 (2008)
- 셀터 (2007)
- 아메리칸 파이 5 (2006)
- 사랑은 은반 위에 2 (2006)